# Кондратьев, Алексей Семёнович
Алексей Семёнович Кондратьев (16 августа 1946, Москва — 5 февраля 2024) — советский и российский фотожурналист. Личный фотограф семи Председателей Правительства Российской Федерации с 1994 по 2004 г. Заслуженный работник культуры Российской Федерации (2001).

## Биография
Родился в Москве 16 августа 1946 года. В 16 лет пошёл работать на завод (ныне «Наука») учеником слесаря. Служил в Советской армии 3 года с 1965—1968 в воздушно-десантных войсках в Пскове. После армии вернулся на завод и проработал 7 лет. Ещё работая на заводе, увлёкся фотографированием. Первые фотографии публиковались в заводской газете «За технический прогресс». Впоследствии на этом же заводе перешёл на должность фотографа, стал членом редколлегии заводской газеты.
Выход в центральную прессу начался в конце 1970-х годов с публикаций фотоснимков в газете «Московский комсомолец».
В 1975 году перешёл работать фотокорреспондентом в редакцию издательства газеты «Советский патриот» органа ДОСААФ. В период работы учился в Институте журналистского мастерства при Союзе журналистов СССР. В 1977 году стал фотокорреспондентом в журнале «Пожарное дело» МВД СССР. Снимал фоторепортажи из Чернобыльской АЭС в 1986 году и первые кадры землетрясения в Армении в 1988 году. Проработал в журнале 17 лет, завершил работу в 1994 году в должности заместителя ответственного секретаря.
В 1994 приглашен на работу фотографом в Аппарат Правительства Российской Федерации. Далее работал в должности советника отдела выездных мероприятий управления протокола. Был личным фотографом семи Председателей Правительства РФ: Виктора Степановича Черномырдина, Сергея Владиленовича Кириенко, Евгения Максимовича Примакова, Сергея Вадимовича Степашина, Владимира Владимировича Путина, Михаила Михайловича Касьянова, Михаила Ефимовича Фрадкова. На протяжении десяти лет занимался оперативным освещением деятельности Председателей Правительства РФ, включая поездки по стране и зарубежные визиты. Фотоматериалы Алексея Кондратьева передавались в центральные фотоагентства ИТАР ТАСС, РИА Новости, для агентства Ассошиэйтед Пресс и регулярно публиковались в российских и зарубежных СМИ.
В 2000 году присвоено звание Советника Российской Федерации 1 класса.
С 2005 по 2018 год работал в Внешэкономбанке в административном департаменте на должности советника.
До конца жизни продолжал заниматься фотографированием, обучением и консультированием начинающих фотографов, участвовал в выставках.
Умер 5 февраля 2024 года.

## Награды
За период работы в Правительстве РФ указом Президента Российской Федерации Алексей Кондратьев был награждён:
- Знаком Заслуженный работник культуры Российской Федерации
- Медалью ордена «За заслуги перед Отечеством» II степени
- Почетной грамотой Правительства Российской Федерации

Алексей Кондратьев неоднократно участвовал в различных фотовыставках, за что имеет звания, награды:
- Лауреат премии Союза журналистов России «За лучший политический портрет» (2006)
- Знак ордена Александра Невского «За труды и Отечество» II степени (награда благотворительного фонда)
- Лауреат премии INTERPRESSPHOTO-87
- Медаль «Ветеран труда»

## Персональные выставки
- «Эквивалент» в 2002 г. в Фотоцентре в экспозиции было представлено около 100 репортажных снимков, отражающих жизнь «вне протокола» высших государственных деятелей России, известных российских политиков и бизнесменов
- «XXI век. Отражение» 2006 г. в Фотоцентре
- «XXI век. Ренессанс» 2008 г. в Фотоцентре
- «XXI век. Очарование» 2009 г. в галерее искусств Зураба Церетели фотовыставка женских портретов

## Авторские альбомы
- А. С. Кондратьев. Эквивалент. Москва: ФОТОПРОАРТ, 2004.
- А. С. Кондратьев. Двадцать первый век. Отражение −1. Москва: Русский раритет, 2005. Вступительное слово Александра Шилова.
- А. С. Кондратьев. Двадцать первый век. Отражение −2. Москва: Русский раритет, 2006. Вступительное слово Сергея Степашина.
- А. С. Кондратьев. Двадцать первый век. Отражение −3. Москва: Русский раритет, 2008. Вступительное слово Евгения Примакова.
- А. С. Кондратьев. Двадцать первый век. Очарование. Москва: Новости, 2009. Вступительное слово Зураба Церетели.
- А. С. Кондратьев. Двадцать первый век. Отражение −4. Москва: Квадратон, 2014. Вступительное слово Евгения Примакова.

## Личная жизнь
- жена Кондратьева Гузель Булатовна, преподаватель
- дети: Дарья, Григорий